# Pseudomorphacris hollisi
Pseudomorphacris hollisi is een rechtvleugelig insect uit de familie Pyrgomorphidae. De wetenschappelijke naam van deze soort is voor het eerst geldig gepubliceerd in 1968 door Kevan.